# Michelle Mone
Pour les articles homonymes, voir Mone (homonymie).
Michelle Georgina Mone (née Allan à Glasgow, le 8 octobre 1971), baronne Mone, est une ancienne mannequin et entrepreneuse écossaise de lingerie.
Membre du Parti conservateur, Lady Mone est pair à vie, nommée à la Chambre des lords par le premier ministre conservateur David Cameron en 2015.

## Controverse
Lors de la pandémie de Covid-19, la baronne Mone intervient auprès du gouvernement pour faire obtenir à l'entreprise PPE Medpro, tout juste créée, un contrat pour importer au Royaume-Uni des masques de protection. L'entreprise signe un contrat de 203 millions de livres sterling sans offre publique et mise en concurrence, puis un second de 122 millions de livres,
Si Michelle Mone se défend de tout conflit d’intérêts, n'étant pas actionnaire de PPE Medpro, il apparait qu'en septembre 2020 l’un des trusts détenus par son compagnon Doug Barrowman dans le paradis fiscal de l’île de Man reçoit deux versements d’au moins 65 millions de livres sterling de l’entreprise. Ce trust redirige ensuite 28,8 millions de livres sterling vers un autre trust dont la bénéficiaire est Michelle Mone, et 45,8 millions de livres sterling sur le compte bancaire personnel de Doug Barrowman sur l’île de Man. Le couple achète en janvier 2021 un jet privé pour un prix de 10 millions de livres et un yacht pour 6 millions de livres.

## Liens externes

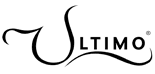
Logo d'Ultimo, société de Michelle Monde.

## Distinctions honorifiques
- - OBE (2010)
- - Baronne à vie (2015).